# Drumet
Drumet Liny i Druty sp. z o.o. – przedsiębiorstwo we Włocławku, położone w dzielnicy Wschód Mieszkaniowy.

## Historia
Przedsiębiorstwo zostało założone w 1895 roku, jako Fabryka Wyrobów Drucianych C.Klauke. Zakład zlokalizowany był w centralnej części Włocławka. Fabryka wytwarzała w tym okresie drut kolczasty i siatkę drucianą. Fabryka przeżyła rozkwit w latach 1900–1914. Poczyniono wtedy zakupy nowych maszyn do wyrobu lin stalowych co umożliwiło poszerzenie oferty zakładu o nowe produkty. Nie bez znaczenia było to również na stan zatrudnienia w fabryce które znacznie wzrosło. W czasie I wojny światowej Fabryka została całkowicie zdewastowana, lecz już w latach 1919–1920 udało się uruchomić kilka wydziałów i produkcja ruszyła. Czas II wojny światowej to okres produkcji zbrojeniowej fabryki, która była pod zarządem niemieckim. Ponowny rozruch Fabryki Lin i Drutu nastąpił w końcu 1945 roku.
W 1948 roku zakład został przejęty przez państwo i funkcjonował odtąd jako Włocławska Fabryka Lin i Drutu Stalowego.
W latach 1969–1973 przystąpiono do budowy nowego i nowoczesnego zakładu we wschodniej dzielnicy miasta. Zakupiono wiele nowoczesnych maszyn, importowanych z Belgii czy Niemiec. Oddano oprócz budynku głównego kilkanaście innych budynków pomocniczych jak:
- warsztaty,
- trawialnia,
- oczyszczalnia ścieków,
- magazyny,
- biurowiec.

Transformacja polskiej gospodarki na przełomie lat dziewięćdziesiątych spowodowała zmianę formy własnościowej zakładu, który w 1991 roku stał się Jednoosobową Spółką Skarbu Państwa, a 14 lipca 1994 roku Włocławska Fabryka Lin i Drutu Drumet stała się zakładem posiadającym status prywatnej spółki akcyjnej.
5 grudnia 2008 – ogłoszenie upadłości Drumetu SA. W sądzie Gospodarczym znalazł się wniosek prezesa złożony wraz z zarządem spółki o rozpoczęcie likwidacji spółki. Powodem ogłoszenia upadłości były długi w bankach. Według zarządu Drumet zostanie zakupiony przez inwestora.
21 kwietnia 2009 – Sąd Gospodarczy we Włocławku ogłosił upadłość Fabryki Lin i Drutu Drumet SA. Potencjalni nabywcy czekają na przetarg kupna spółki. Upadłość blokuje wejścia komornika do spółki i do kont Drumetu.
9 czerwca 2009 – Drumet zakupiony przez należącą do Penta Investments spółkę Sidonio Holding Limited. Spłacanie Drumetu zostało rozłożone do 31 grudnia 2014 roku.
2011 – właścicielem fabryki zostaje amerykańska firma WireCo

## Nagrody i certyfikaty
- 1996 rok: „Certyfikat Zakładu Czystszej Produkcji”
- 1996 rok: Certyfikat ISO 9002
- 2004 rok: Wprowadzenie norm EN ISO 9001:2000

## Produkty
Fabryka produkuje:
- liny stalowe,
- zawiesia,
- taśmy do zszywek,
- druty stalowe,
- śrut stalowy.